# یلاپراگادا سوبارو
یلاپراگادا سوبارو (انگلیسی: Yellapragada Subbarow؛ ۱۲ ژانویهٔ ۱۸۹۵ – ۹ اوت ۱۹۴۸) یک بیوشیمیست اهل هند بود. او در سال ۱۹۴۵ میلادی رهبری یک گروه تحقیقاتی را در آمریکا به عهده داشت که تلاش هایشان منجر به تهیه و سنتز اسید فولیک کریستاله خالص شد.